# Kathleen Scott

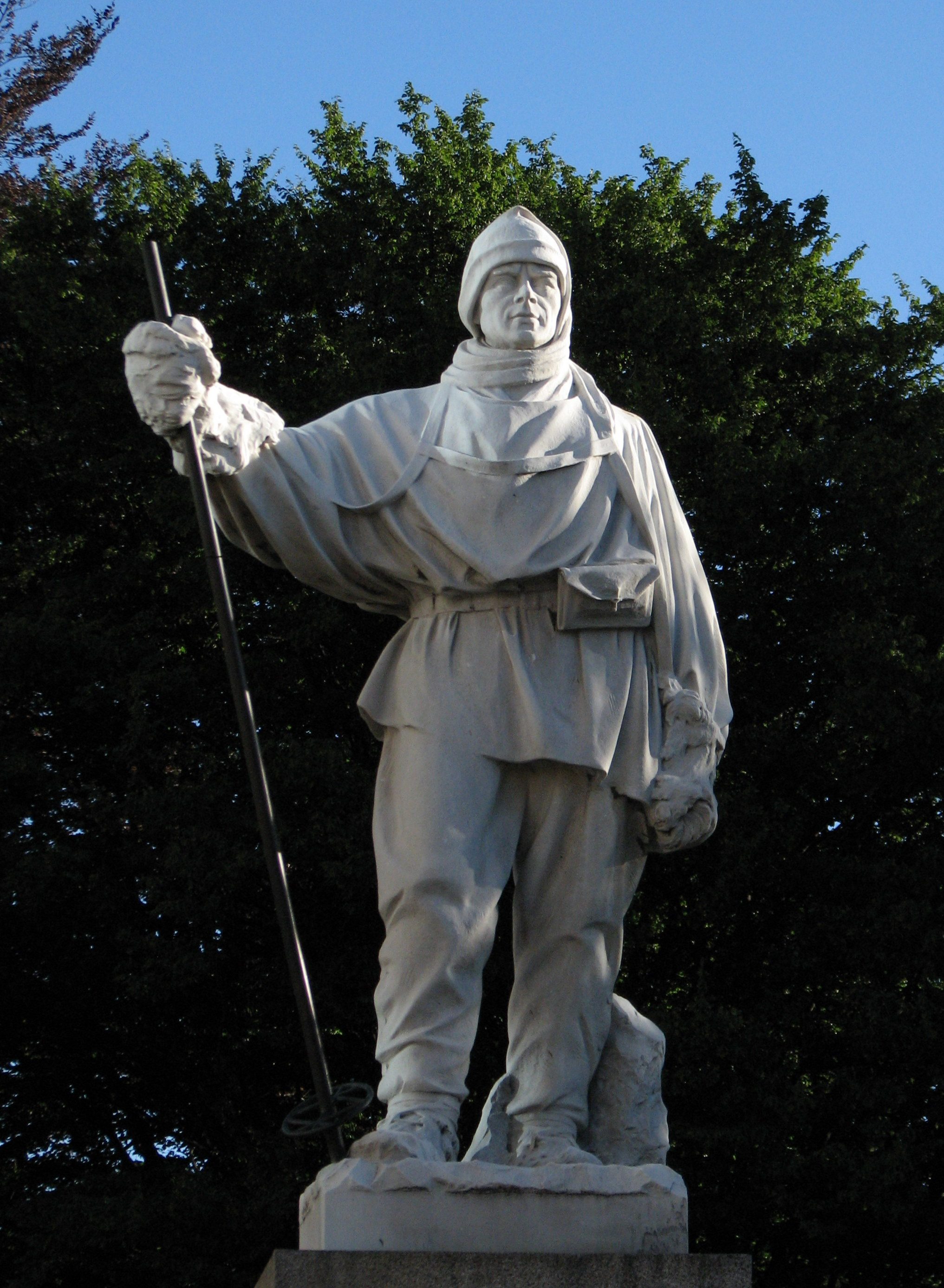
Kathleen Scotts staty över sin första make. Christchurch, Nya Zeeland

Kathleen Scott (född Edith Agnes Kathleen Bruce; från 1935 Baroness av Kennet), född 27 mars 1878, död 25 juli 1947, var en brittisk skulptör, utbildad vid  Slade School of Fine Art i London 1900-02 och vid Académie Colarossi i Paris 1902-06. 
Hon gifte sig med Robert Falcon Scott år 1908. Året efter bestämde sig Robert att han skulle göra ett andra försök att nå Sydpolen och Scott hjälpte då till att samla in sponsorer och uppmanade honom att utnyttja tidens nationalism och sälja in expeditionen som  något som skulle gynna det brittiska imperiet.
Robert återvände inte från polarexpeditionen, utan dog 1912.
Scott ställde upp som sjuksköterska under Första världskriget och fördjupade sig i sin konst. Hon gifte om sig år 1922 med Edward Hilton Young år 1922 och blev genom honom baronessa 1935. 
År 1947 dog hon i leukemi och på hennes gravsten står det "Ingen lyckligare kvinna har någonsin levat."
Med Robert Scott fick hon sonen Peter Scott och med Edward Young fick hon sonen Wayland Young.